# Кола (напитка)
Вижте пояснителната страница за други значения на Кола.
Кола е общо наименование на различни безалкохолни газирани напитки.

## История
Откривател на първата напитка с марката Кола е Джон Пембъртън.. През 1889 г. той разработва рецепта за сироп и го продава смесен с газирана вода под името Кока-Кола.
Наред с Кока-Кола са създадени многобройни търговски марки. Най-известната от тях е Пепси-Кола, създадена в САЩ. Наред с това и в целия свят има различни марки, като например в Германия, където се произвежда от 1931 г. Афри-Кола. В ГДР са създадени и произвеждат Клуб-Кола и Вита Кола. В Швейцария се произвежда Виви Кола.

### В България
България е първата страна от бившите социалистически страни, която започва лицензно производство на Кока-Кола още през 1966 г. Също така се произвежда и чисто българската напитка Кооп-Кола.

## Интересни факти
Между двете фирми, които са най-големите производители на напитките с име Кола: Кока Кола и Пепси, съществува непрекъсната конкуренция и борба за надмощие, което е довело до понятието Войни на колите. Агресивната реклама на фирмите в тяхната история е един от поводите през 1964 г. да бъде създаден чехословашкия филм Лимонаденият Джо. Този приятен музикален филм-пародия на уестърните в същото време се базира на безалкохолна напитка, така наречената „Колалокова лимонада“, благодарение на която главният герой побеждава враговете си.
Бяла кола (английски White Coke) е безцветна кола, която е изработена специално за маршал Жуков по негова молба в края на 1940 г., за да не прилича на типичната американска кока и да има същите вкусови качества. Изработена от по молба на Дуайт Айзенхауер от фирмата и изпратена в Съветския съюз за маршала.